# Milan Svoboda
Milan Svoboda (* 10. prosince 1951, Praha) je český jazzový hudebník, skladatel, dirigent a pedagog. Je autorem mnoha desítek vlastních skladeb, aranžmá a řady hudebních doprovodů k divadelním inscenacím. Nahrál 25 alb a řadu drobnějších nahrávek. V roce 1977 si vzal herečku Janu Paulovou, s níž má dvě dcery.

## Hudební kariéra

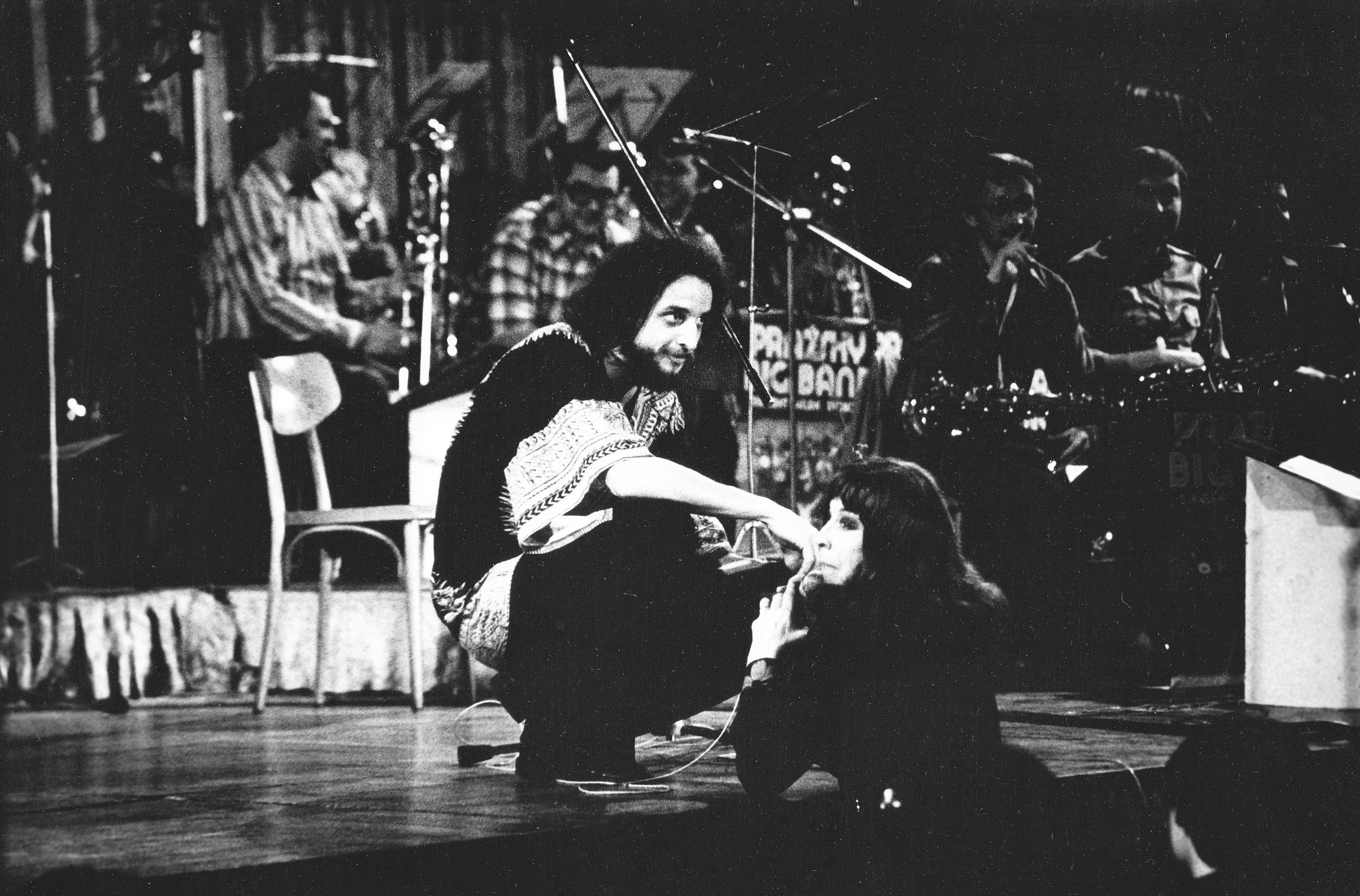
Na konceru Pražského Big Bandu dirigenta Milana Svobody v Lucerně dne 12. dubna 1979 měla zpívat i Eva Olmerová. Vystoupení jí ale bylo komunistickou mocí zakázáno. Přišla tedy alespoň pozdravit dirigenta a posluchače.

Vystudoval hru na varhany na Pražské konzervatoři, studoval Muzikologii na Karlově Univerzitě v Praze a skladbu (kompozici) na Akademii múzických umění v Praze a na Berklee College of Music.
V letech 1977–1978 hrál v Energitu Luboše Andršta, viz LP Piknik (1978). V 90' letech vedl jazzový orchestr Contraband. Je také autorem hudby k muzikálu Pěna dní, podle novely Borise Viana.
Ve svojí hudební kariéře spolupracoval se známými jmény jako například James Moody, Tony Lakatos, Aaron Scott, Phil Wilson, Maria Schneider, Jerry Bergonzi, Greg Badolato, Sonny Costanzo, Victor Mendoza, Ed Partyka, Zbigniew Namysłowski, Jarek Smietana, Jan Ptazsyn Wroblevski, Jiří Stivín, Sigi Finkel ad.

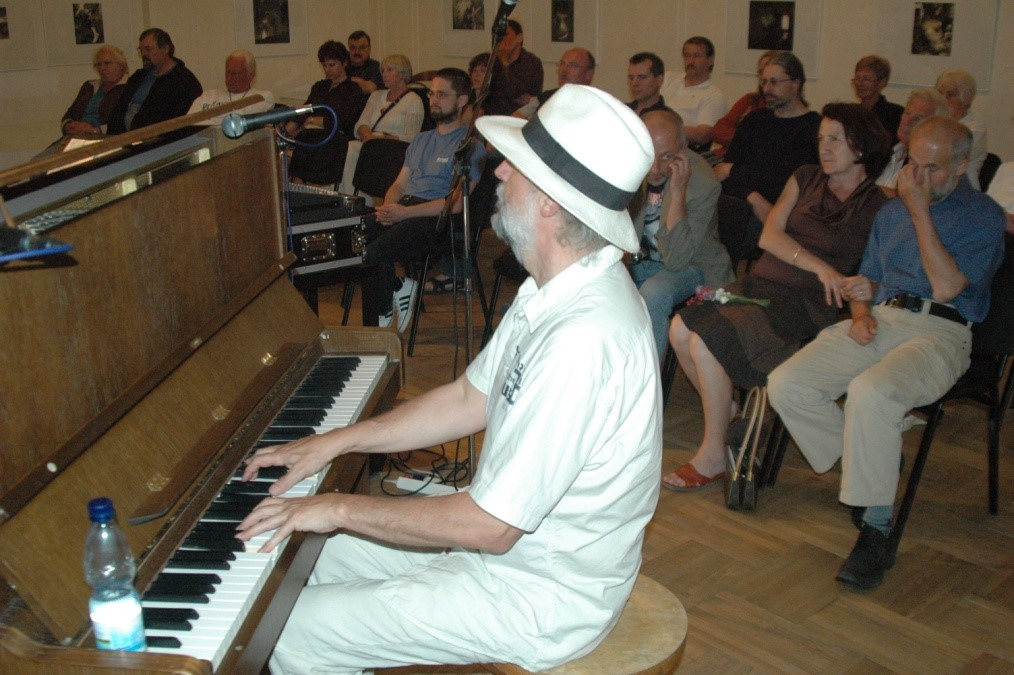
Svoboda koncertuje v rámci cyklu osobnosti jazzu v Muzeu umění Benešov.

Od roku 2010 také (s fiktivním cimrmanologickým titulem „profesor“) vystupuje jako dirigent v Divadle Járy Cimrmana ve hře Cimrman v říši hudby, tuto roli převzal pro Pavlu Vondruškovi. Oficiální záznam představení, kde byl Milan Svoboda jako dirigent obsazen, vznikl v roce 2016 v Tanvaldu k příležitosti oslav 50 let Divadla Járy Cimrmana (je dostupný na internetu).

## Diskografie
- 2011 Live at the Castle – Milan Svoboda Sextet CD Multisonic 2011 - 31 0935-2
- 2010 Moment's notice – live at the Jazz Dock CD Double MS 2010 - 022010
- 2010 Hommage aux Beatles – Milan Svoboda & Moravian Philharmonic CD Double MS 2010 - 012010
- 2009 Subday Session – Milan Svoboda Prague Big Band CD Double MS 2009 - 012009
- 2008 Good news – The best of Prague Big Band CD Cube-Metier 2008 - MJCD2842
- 2007 Homage to J. Ježek – Rudolfinum Jazz Orchestra CD Cube-Metier 2007 - MJCD2739
- 2005 Jazz na Hradě (en: Jazz at the Castle) – Milan Svoboda Quartet CD Multisonic 2005 - 31 0657-2 531
- 2005 Znamení střelce (en: Sign of sagittarius) – Milan Svoboda Quartet featuring Jiri Barta (Cello) CD Lotos 2005 - LT 0146-2 531
- 2004 Prolínání (en: Merging) – Milan Svoboda solo piano CD Radioservis 2004 - CRO287-2-531
- 2002 Contraband goes to town – Milan Svoboda Jazz Orchestra CD PJ Music 2002 - PJ018-2
- 2002 The Rudolfinum concert – Milan Svoboda, Orchestral Works CD Lotos 2002 - LT 0110-2 331
- 1998 Family – Milan Svoboda and Contraband Jazz Orchestra Live CD Lotos 1998 - LT 0068-2 531
- 1998 Milan Svoboda Q & Tony Lakatos CD PJ Music 1998 - PJ 014-2
- 1997 Solo piano recital CD PJ Music 1997 - PJ0013-2
- 1996 Mauglí (en: Mowgli) 2 CD Bonton 1996 - BONTON Music 71 0499/500-2
- 1995 Live at the Lucerna Hall CD Lotos 1995 - LT0032-2 331
- 1994 Pěna dní (en: The foam of the days) CD Bonton 1994 - BONTON Music 71 0183-2
- 1994 Jen tak dál (en: Keep it up) CD Aurophon 1994 - AU 31627
- 1993 The Boston concert CD Panton 1993 - 81 1238-2 511
- 1993 Dnes večer zítra ráno (en: Tonight-Tomorrow Morning) CD PJ Music 1993 - PJ 006-2
- 1992 Vánoční písně a koledy (en: Christmas songs and carols) CD Lotos 1992 - LT 0003-2 311
- 1992 Live at Viersen CD PJ Music 1992 - PJ 004-1
- 1991 Duo CD PJ Music 1991 - PJ 003-2
- 1991 Soundtrack k filmu Poslední Motýl (en: The Last Butterfly OST) CD Varese Sarabande 1991 - VSD 5287
- 1990 Dedikace (en: Dedication) CD PJ Music 1990 - PJ 001-2
- 1986 Interjazz 5 LP Supraphon 1986 - 1115 3969 H
- 1986 Blíženci (en: Gemini) LP Panton 1986 - 8115 0603
- 1984 Okno dokořán (en: Open the window wide) LP Panton 1984 - 8115 0384 H
- 1982 Poste Restante (Milan Svoboda, Prague Big Band) LP Supraphon 1982 - 1115 3115 H, CD Aurophon 1994 - AU 31626
- 1980 Reminiscence (en: Reminiscences) LP Supraphon 1980 - 1115 2605 H, CD Supraphon 1995 - SU 5043-2511
- 1978 Podobizna (en: Portrait) LP Panton 1978 - 11 0692